# Hipparchia albapennina
Hipparchia albapennina är en fjärilsart som beskrevs av Ruggero Verity 1953. Hipparchia albapennina ingår i släktet Hipparchia och familjen praktfjärilar. Inga underarter finns listade i Catalogue of Life.